# Gao Min
Gao Min (kinesiska: 高 敏), född 7 september 1970 i Zigong i Jiangxi, är en före detta kinesisk simhoppare. Hon vann guldmedaljer i svikthopp i de olympiska sommarspelen 1988 och olympiska sommarspelen 1992.
Gao började med simhopp vid nio års ålder, 1983 var hon 13 och världsbäst i sin åldersgrupp på både en- och tremeterssvikten. Hon vann sin första internationella tävling vid VM 1986 i Madrid. Mellan 1986 och 1992 var Gao obesegrad i internationella tävlingar på 3 meter svikthopp. Hon är den enda kvinnan som fått över 600 poäng i svikthopp.